# Euphanta chlorospila
Euphanta chlorospila är en insektsart som först beskrevs av Walker 1870.  Euphanta chlorospila ingår i släktet Euphanta och familjen Flatidae. Inga underarter finns listade i Catalogue of Life.